# George Berkeley
George Berkeley (Condado de Kilkenny, 12 de março de 1685 — Oxford, 14 de janeiro de 1753) foi um filósofo idealista irlandês cuja principal contribuição foi o avanço de uma teoria que ele chamou de "imaterialismo" (mais tarde conhecido como idealismo subjetivo). Essa teoria nega a existência de substância material e, em vez disso, sustenta que objetos familiares como mesas e cadeiras são apenas ideias na mente daqueles que os percebem e, como resultado, os objetos não podem existir sem serem percebidos. Berkeley também é conhecido por sua crítica à abstração, uma importante premissa em seu argumento para o imaterialismo.
Em 1709, Berkeley publicou sua primeira grande obra, Um Ensaio para uma Nova Teoria da Visão, na qual ele discutiu as limitações da visão humana e postulou a teoria de que os objetos apropriados da visão não são objetos materiais, mas formados por luzes e cores. Essa premissa fundamentou sua Magnum Opus, Tratado sobre os Princípios do Conhecimento Humano, de 1710. Após a má recepção, ele reescreveu a obra em forma de diálogo e a publicou sob o título Três Diálogos entre Hylas e Philonous.
Neste livro, os pontos de vista de Berkeley foram representados por Philonous (grego: "amante da mente"), enquanto Hylas ("matéria" em grego) incorporou os oponentes de Berkeley, em particular John Locke. Berkeley argumentou contra a doutrina de espaço, tempo e movimento de Isaac Newton em De Motu publicada em 1721. Seus argumentos foram precursores de ideias desenvolvidas por Mach e Einstein. Em 1732, ele publicou Alciphron, uma apologética cristã contra os livres-pensadores, e em 1734, lançou The Analyst, uma influente crítica dos fundamentos do cálculo.
Em seu último grande trabalho filosófico, Siris (1744), Berkeley abarca uma ampla gama de tópicos, incluindo ciência, filosofia e teologia. O interesse pelo trabalho de Berkeley aumentou após a Segunda Guerra Mundial, pois ele abordou muitas das questões que passaram a ocupar o centro dos interesses da filosofia no século XX. Entre esses assuntos estão o problema da percepção, a diferença entre qualidades primárias e secundárias e a importância da linguagem.

## Filosofia imaterialista
A teoria de George Berkeley de que a matéria não existe vem da ideia de que "as coisas sensíveis são aquelas que são imediatamente percebidas pelo sentido”. Todo o conhecimento vem da percepção; o que percebemos são ideias, não coisas em si mesmas; uma coisa em si deve ser uma experiência externa; então o mundo consiste apenas de ideias e mentes que percebem essas ideias; uma coisa só existe na medida em que percebe ou é percebida. Através disso, podemos ver que a consciência é considerada algo que existe, para Berkeley, devido à sua capacidade de perceber. "O 'Ser', do objeto, significa ser percebido ao passo que o 'ser', do sujeito, significa perceber".
A teoria de Berkeley baseia-se fortemente em sua forma de empirismo, que por sua vez depende fortemente dos sentidos. Seu empirismo pode ser definido por cinco proposições: todas as palavras significantes significam ideias; todo nosso conhecimento é sobre nossas ideias; todas as ideias vêm de fora ou de dentro; se vêm de fora devem-se aos sentidos, e estas são chamadas de sensações, se vêm de dentro eles são as operações da mente, e são chamadas de pensamentos.
Berkeley esclarece sua distinção entre ideias dizendo que elas "são impressas nos sentidos", "percebidas atendendo às paixões e operações da mente", ou "são formadas pela ajuda da memória e da imaginação".
Uma contestação à sua ideia era: se alguém sai de uma sala e a deixa de perceber, aquela sala deixaria de existir? Berkeley responde isso afirmando que ela ainda está sendo percebida e que a consciência que a está percebendo é a de Deus. Essa afirmação sustenta seu argumento de que é " nosso conhecimento do mundo, e da existência de outras mentes dependem de um Deus que nunca nos enganaria". O argumento de Berkeley postula um ser onisciente e onipresente.

## Cronologia

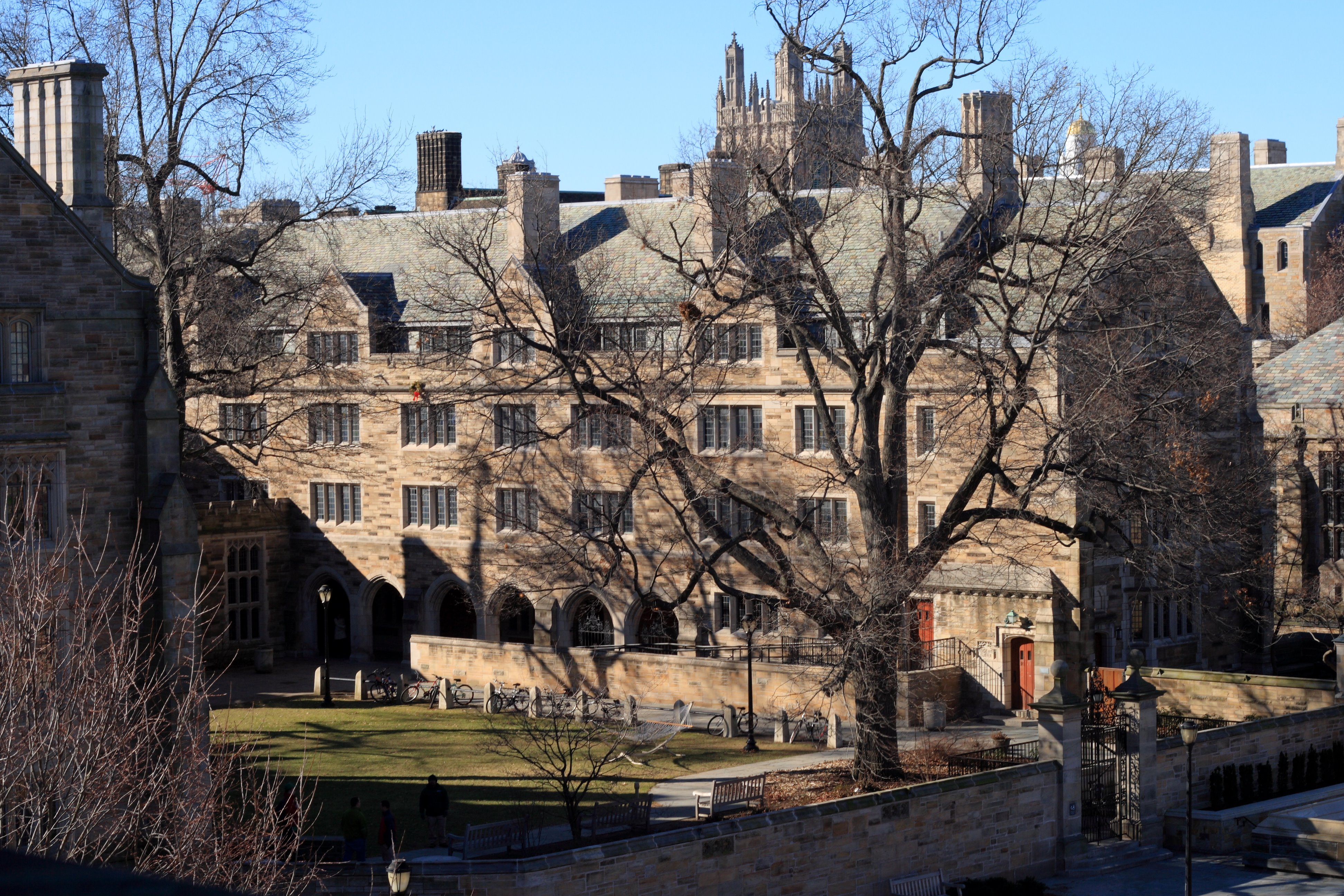
Berkeley College, da Universidade de Yale foi nomeado em homenagem a George Berkeley.

- 1685. Nasce George Berkeley, no dia 12 de março, em Kilkenny, na Irlanda, no Castelo de Dysart, próximo a Thomastown.
- 1696. Berkeley vai para o Kilkenny College.
- 1700. Ingressa no Trinity College, de Dublin.
- 1702. É eleito Scholar.
- 1704. Recebe o título de Bacharel em Artes (B.A.), no Trinity College.
- 1707. Recebe o título de Mestre em Artes (M.A.); é eleito fellow do Trinity College; desenvolve a filosofia imaterialista, parcialmente registrada em dois cadernos de anotações, conhecidos atualmente como Comentários filosóficos; publica dois breves tratados matemáticos, intitulados Arithmetica e Miscellanea Mathematica.
- 1708. Profere, em 11 de janeiro, um sermão sobre a imortalidade; redige a primeira versão da Introdução (manuscrita) do Tratado sobre os princípios do conhecimento humano.
- 1709. Publica Um ensaio para uma nova teoria da visão.
- 1710. Publica Tratado sobre os princípios do conhecimento humano; ordena-se padre.
- 1712. Publica Discurso sobre a obediência passiva, previamente apresentado na forma de três sermões.
- 1713. É apresentado à Corte Inglesa por Jonathan Swift, autor da obra Viagens de Gulliver, e logo se torna um favorito da Corte; publica, em Londres, Três diálogos entre Hylas e Philonous; faz sua primeira viagem pelo continente europeu; visita Paris e Lyon, dentre outras cidades.
- 1716. Como acompanhante de viagem de George Ashe (1658-1718), bispo de Clogher e amigo de Swift, faz um grande tour pela Europa; visita Paris, Roma, Turim, Nápoles, dentre outras cidades.
- 1717. Escreve uma carta sobre a erupção do Monte Vesúvio; mantém um diário sobre sua viagem à Itália.
- 1720. Retorna a Londres.
- 1721. Recebe o título de Bacharel em Teologia (B.D.) e o de Doutor em Teologia (D.D.); publica De Motu; Essay on the Ruine of Great Britain.
- 1722. Resolve criar um colégio nas Bermudas; é indicado para Deão de Dromore.
- 1724. Nomeado Deão de Derry; delega seu cargo e usa sua renda para sustentar o Projeto Bermudas; publica An Proposal for the Better Supplying of Churches in our Foreign Plantations, and for converting the Savage Americans to Christianity, o anúncio público do Projeto Bermudas.
- 1726. O Parlamento aprova, e o tesouro promete, uma subvenção de £ 20 mil para o Projeto Bermudas.
- 1728. Em agosto, casa-se com Anne Forster; em setembro, depois de quatro anos de preparação para o novo colégio, viaja para a América do Norte; desembarca em Virgínia.
- 1729. Em Newport, Rhode Island (EUA), compra uma propriedade para o colégio.
- 1730. Espera a subvenção do Tesouro; pronuncia sermões; escreve Alciphron.
- 1731. Fica sabendo que a subvenção não será paga; retorna a Londres.
- 1732. Publica Alciphron, or The Minute Philosopher, obra em sete diálogos “contendo uma apologia a favor da religião cristã contra os assim chamados livre-pensadores”.
- 1733. Publica A teoria da visão confirmada e explicada.
- 1734. É consagrado bispo de Cloyone, onde serve sua diocese durante quase vinte anos; publica O analista.
- 1735. Publica A Defence of Free-thinking in Mathematics e a primeira parte de The Querist, uma obra que examina as razões das péssimas condições econômicas na Irlanda.
- 1736. Publica a segunda parte de The Querist.
- 1737. Publica a terceira parte de The Querist; em Dublin, toma posse na Casa dos Lordes.
- 1738. Discourse Addressed to Magistrates.
- 1744. Publica Siris: a Chain of Philosophical Reflections and Inquiries concerning the Virtues of Tar-water, and divers other subjects, obra que contém uma discussão dos valores medicinais da água de alcatrão e faz uma exposição sobre a natureza metafísica do universo físico e espiritual assim como de Deus.
- 1749. Publica Word to the Wise.
- 1751. Morre William, seu filho mais velho.
- 1752. Deixa Cloyne e vai para Oxford com sua família, onde estuda seu filho George. Publica Miscellany e a última edição de Alciphron.
- 1753. Morre em Oxford, no dia 14 de janeiro; é enterrado na nave da Christ Church, de Oxford.

## Contribuição para a física aplicada ao corpo humano
A maior contribuição do cientista para a Física e o estudo do corpo humano foi o entendimento da visão associado a elementos sensitivos.
Assim como a percepção de distância, tamanho e coordenadas dos objetos, o livro Um ensaio para a nova teoria da visão, situa-se em tese central que a compreensão de análise de variados objetos não é controlada apenas pela visão, mas sim com forte participação de outro sentido, como o tato. Ele também argumenta contra estudiosos clássicos da ótica, dizendo que a profundidade espacial é ela mesma invisível, assim como a distância que separa o observador de um objeto. Ou seja, não enxergamos o espaço diretamente e nem deduzimos sua forma logicamente por meio das leis da ótica. Para ele, o espaço não é mais do que uma expectativa eventual de que as sensações visuais e táteis se seguirão em sequências regulares que passamos a esperar pelo hábito.
A visualização dos objetos se baseia, em adaptações nas sensações nos movimentos oculares, porém as ideias de distância, grandeza e posição dos objetos, são proporcionadas pelo tato. Para Berkeley, o principio básico da visão é realmente apenas a percepção da luz e das cores. Distância, grandeza e posição são provocadas pelos próprios movimentos oculares, que assumiriam papéis de sinais, que seriam compreendidos pela visão.
A contribuição maior de Berkeley para o estudo posterior da física aplicada ao corpo humano, é o entendimento dos músculos oculares, pois ao acreditar que a visão sensorial é a apenas uma coleção de ideias refutou embasamentos e trouxe muitas discussões, assim aplicado ao estudo da ótica, possibilitou a compreensão e análise de lentes e patologias associadas a visão.
Outro aspecto impactante de Berkeley nos estudos dos fenômenos naturais, era sua intensa crítica aos termos físicos empregados principalmente por Newton, como por exemplo o termo "atração", onde as matérias se atraíam, e nada mais era dito sobre o assunto, apenas se assumia o fenômeno de atração, fato que deixava Berkeley profundamente perplexo, já que para ele, para se assumir algo, é necessário provar suas causas, para entender os porquês das reações, julgando raso e improcedente tais termos, gerando acaloradas discussões e principalmente despertando o interesse de seus leitores e físicos da época para que se provasse esses fundamentos tão profundos em significância.

## Obras
- Arithmetica (1707)
- Miscellanea Mathematica (1707)
- Philosophical Commentaries or Common-Place Book (1707–08)
- An Essay towards a New Theory of Vision (1709)
- A Treatise Concerning the Principles of Human Knowledge, "Tratado sobre os Princípios do Conhecimento Humano" - Parte I (1710)
- Passive Obedience, or the Christian doctrine of not resisting the Supreme Power (1712)
- Three Dialogues between Hylas and Philonous (1713)
- An Essay Towards Preventing the Ruin of Great Britain (1721)
- De Motu (1721)
- A Proposal for Better Supplying Churches in our Foreign Plantations, and for converting the Savage Americans to Christianity by a College to be erected in the Summer Islands (1725)
- A Sermon preached before the incorporated Society for the Propagation of the Gospel in Foreign Parts (1732)
- Alciphron, or the Minute Philosopher (1732)
- The Theory of Vision, or Visual Language, shewing the immediate presence and providence of a Deity, vindicated and explained (1733)
- The Analyst: a Discourse addressed to an Infidel Mathematician (1734)
- A Defence of Free-thinking in Mathematics, with Appendix concerning Mr. Walton's vindication of Sir Isaac Newton's Principle of Fluxions (1735)
- Reasons for not replying to Mr. Walton's Full Answer (1735)
- The Querist, containing several queries proposed to the consideration of the public (three parts, 1735-7).
- A Discourse addressed to Magistrates and Men of Authority (1736)
- Siris, a chain of philosophical reflections and inquiries, concerning the virtues of tar-water (1744).
- A Letter to the Roman Catholics of the Diocese of Cloyne (1745)
- A Word to the Wise, or an exhortation to the Roman Catholic clergy of Ireland (1749)
- Maxims concerning Patriotism (1750)
- Farther Thoughts on Tar-water (1752)
- Miscellany (1752)

### Obras de Berkeley (em português)
- Alciphron ou O filósofo minucioso / Siris Tradução, apresentação e notas de Jaimir Conte. São Paulo: Editora da UNESP, 2022. (ISBN-13: ‎ 978-6557110966)
- Comentários Filosóficos (escritos de 1705 a 1708),in: Obras Filosóficas. Trad. Jaimir Conte. São Paulo: Editora da UNESP, 2010.
- Um ensaio para uma nova teoria da visão (1709), tradução de José Oscar de Almeida Marques.
- Tratado sobre os princípios do conhecimento humano (1710) in: Obras Filosóficas. Trad. Jaimir Conte. São Paulo: Editora da UNESP, 2010.
- Três diálogos entre Hylas e Philonous (1713) in: Obras Filosóficas. Trad. Jaimir Conte. São Paulo: Editora da UNESP, 2010.
- De Motu(1721)Sobre o movimento ou sobre o princípio, a natureza e a causa da comunicação dos movimentos], tradução de Marcos Rodrigues da Silva.
- "Um Ensaio para uma Nova Teoria da Visão" e "A Teoria da Visão Confirmada e Explicada", George Berkeley.
- O Analista: ou um discurso dirigido a um matemático infiel (1734): Traduzido do original em inglês por Alex Calazans e Eduardo Salles de Oliveira Barra.

## Comentários (em português)
- Berman, David. Berkeley. Filosofia experimental. Trad. José Oscar de Almeida Marques, São Paulo: Ed. Unesp, 2000.
- Bradatan, Costica. O outro Bispo Berkeley: um exercício de reencantamento. Tradução de Jaimir Conte. Chapecó, SC: Argos, Florianópolis: Editora da UFSC – 2023. 367 p.: 23 cm.. – (Perspectivas; 61).
- Huelga, Luis Alfonso Iglesias. Berkeley, o empirista engenhoso. Trad. Filipa Velosa. São Paulo: Salvat, 2017.
- Siqueira, Jean Rodrigues. Ser é ser percebido: um exame de duas interpretações acerca da justificação do princípio fundamental da filosofia imterialista. São Paulo: Autografia, 2005
- Strathern, Paul. Berkeley em 90 minutos. Trad. Cássio Boechat. Rio de Janeiro: Jorge Zahar Editor, 2003.

## Ligações Externas
- Commons
- Wikiquote

- George Berkeley, por Michael Ayers
- George Berkeley, por Lisa Downing
- George Berkeley, por Daniel E. Flage
- Berkeley, J. O. Urmson [Tradução: Jaimir
- A natureza da ciência empírica segundo Berkeley, J. O. Urmson
- Berkeley e a tradição platônica, por Costica Bradatan
- As respostas de Berkeley ao Ceticismo, Plínio Junqueira Smith
- Berkeley, o princípio esse est percipi como crítica ao materialismo e garantia do mundo físico, Plínio Junqueira Smith
- Os Escritos Econômicos de Berkeley, Maurício C. Coutinho
- A economia monetária de Berkeley, Mauricio Chalfin Coutinho
- A Oposição de Berkeley ao Ceticismo, Jaimir Conte
- Berkeley: Uma física sem causas eficientes, Seno Chibeni
- Berkeley e o papel das hipóteses na filosofia natural, Silvio Seno Chibeni
- Considerações a Respeito do Problema do Rigor Matemático em "O Analista", de Berkeley, Alex Calazans
- Newton e Berkeley, As críticas aos fundamentos do Método das Fluxões no O Analista, Alex Calazans
- Um panfleto de Berkeley contra as práticas matemáticas de Newton e de Leibniz, Alex Calazans
- Berkeley e o Problema de Barrow, José Oscar de Almeida Marques
- Berkeley no país das luzes: ceticismo e solipsismo no século XVIII, Sébastian Charles
- Da modernidade à Renascença: Berkeley, Sébastien Charles
- A crítica à abstração e à representação no imaterialismo de Berkeley, Maria Adriana Camargo Cappelo
- Instrumentalismo e explicação científica no De motu de Berkeley, Marcos Rodrigues da Silva
- O De Motu de George Berkeley: Uma concepção relacional dos conceitos científicos e suas dificuldades, Marcos Rodrigues da Silva
- Berkeley e a confiança nos sentidos, André Klaudat
- Berkeley e Mandeville, Religião e moralidade, Antonio Carlos dos Santos
- Percepção e Linguagem, A Teoria da Visão em Berkeley, Cláudia Bacelar Batista
- A Ciência em Berkeley, Cláudia Bacelar Batista
- O imaterialismo de George Berkeley, Fábio C. R. Mendes
- Ser é ser percebido: um exame de duas interpretações da justificação do esse este percipi na filosofia de George Berkeley, Jean Rodrigues Siqueira
- Distância e movimento em Berkeley: a metafísica da percepção, Pablo Enrique Abraham Zunino